# Skiptárfoss
Skiptárfoss (che in lingua islandese significa: cascata del fiume Skipt) è una cascata alta 80 metri, situata al confine tra i comuni di Reykhólahreppur e Vesturbyggð, nella regione del Vestfirðir, i fiordi occidentali dell'Islanda.

## Descrizione
Il fiume Skiptá nasce dai laghetti Skiptárvötn posti ad un'altitudine di 250 metri e scorre sul versante meridionale dei Vestfirðir, i fiordi occidentali dell'Islanda; va a gettarsi nel fiordo Kjálkafjörður, che fa parte del Breiðafjörður. La cascata, alta 80 metri, ha un'altezza considerevole, ma è caratterizzata da una portata d'acqua piuttosto modesta. Il torrente Skiptá è infatti alimentato dall'acqua di disgelo, e alla fine dell'estate è pressoché asciutto.

## Accesso
La cascata è situata a est di Krossholt e a ovest di Reykholar, lungo la strada S60 Vestfjarðavegur. Fino al 2014, era presente un ponte sulla S60 tra la cascata e la foce del fiume nel Kjálkafjörður. Oggi la strada non attraversa più la parte interna del fiordo, e il suo percorso è stato spostato sopra a una diga e un nuovo ponte.